# Тверські карели
Тверські карели (карел. tverin karielazet, від карельської назви міста Твер — Tveri) — субетнос карельського народу, що проживає на території Тверської області Росії. Говорять тверським діалектом карельської мови, який, через територіальну відокремленість субетносу, має найменше запозичень з інших балтійсько-фінських мов. Згідно з Усеросійським переписом населення 2010 року, чисельність тверських карелів становила 7394 особи (з них лише 25 осіб зазначили, що володіють тільки карельською мовою).

## Історія і походження
Тверські карели, батьківщиною яких був Корельський повіт Водської п'ятини, з'явилися на тверських землях у ході переселення, яке почалося за різними оцінками у XV–XVI століттях і стало масовим після поразки Росії в російсько-шведській війні (1610—1617) та укладення у 1617 Столбовського мирного договору. За умовами договору Швеції відійшли території Корельського, Оріхівського, Копорського, Ямського і Івангородського повітів Водської п'ятини. Піком переселення стали 1640—1660-ті роки. Масове переселення було спровоковано діями уряду Швеції стосовно нових підданих, яких, зокрема, намагалися насильно переводити з православної віри в протестантизм. Від цих ідеологічних утисків православні карели шукали захисту на московських землях царя Олексія Михайловича. За приблизними оцінками, до 1670 на землі Бежецького Верху, порожні внаслідок голоду і руйнувань періоду Смутного часу, переселилося близько 25—30 тисяч православних карелів.

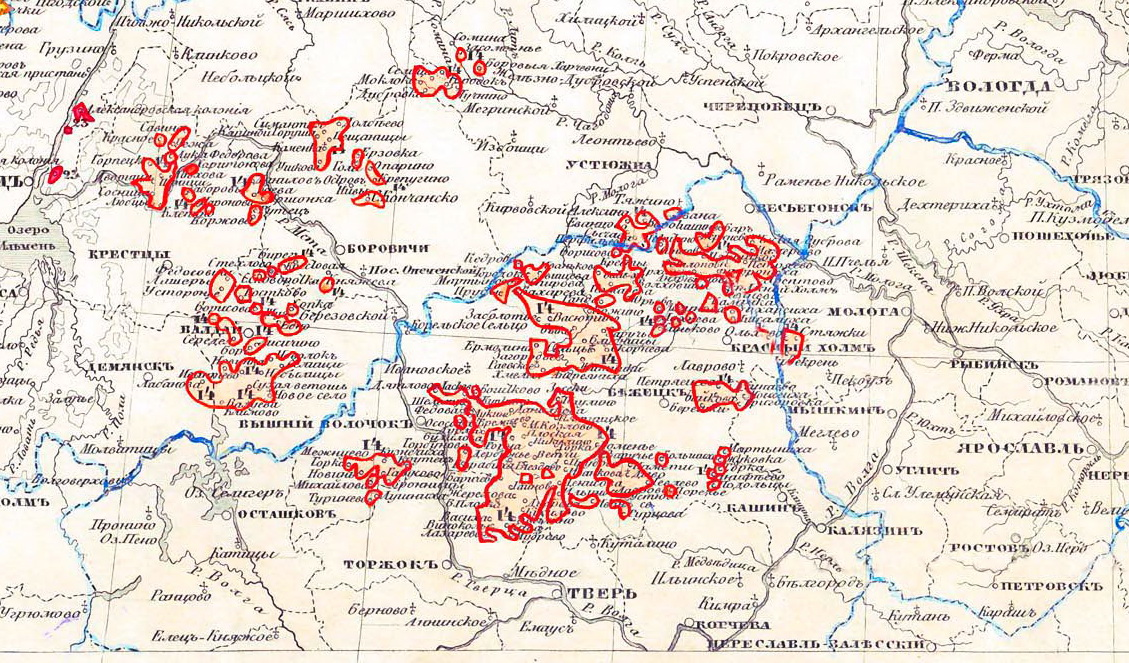
Фрагмент Етнографічної карти Європейської частини Російської імперії П. І. Кеппена, 1851 рік. Виділені (№ 14) райони разселення карелів.

Деякі дослідники, на підставі ряду загальних ознак і особливостей, до тверських карелів зараховують нечисленні субетнічні групи тихвінських і валдайських карелів, що сформувалися синхронно в схожих умовах.
У XIX столітті карели також проживали у прикордонних із Тверською губернією повітах Ярославської губернії.
За даними перепису 1926 у Тверській губернії тверських карелів налічувалося 140 567 осіб, з них 95% володіло карельською мовою.
У 1937–1939 на території тоді Калінінської області існував Карельський національний округ із центром у місті Лихославль. Із 1997 діє Національно-культурна автономія тверських карелів.
Стрімке зменшення чисельності тверських карелів, що знайшло відображення в офіційній статистиці, викликане насамперед активним переселенням сільського населення (здебільшого працездатної молоді) в міста і промислові центри з початку 1950-х років. Наслідком цього стала масова русифікація.
Динаміка чисельності тверських карелів
* на терені СРСР
** у Тверській області

## Мова
На відміну від інших мов і діалектів карелів тверський діалект зберіг найархаїчнішу форму, що, ймовірно, є найближчою до загальної протомови карелів. Уважається, що на формування лексики тверського діалекту вплинули запозичення з мови середньовічної єгонської весі, на початок ХХІ століття повністю зниклої. Достовірних відомостей про виникнення писемності у тверських карелів немає, у XIX столітті вона вже існувала на основі кирилиці, у 1930-х роках було впроваджено писемність на основі латиниці, що змінилася потім на знову складений кириличний.